# جنیفر ۶۲۴۹
سیارک ۶۲۴۹ (به انگلیسی: 6249 Jennifer، نامگذاری:1991JF1) شش هزار و دویست و چهل و نهمین سیارک کشف شده‌است که در ۷ مه ۱۹۹۱ کشف شد.
قدر مطلق سیارک برابر ۱۲٫۴۰ است.